# Kevin Yates (homme politique)
Pour les articles homonymes, voir Kevin Yates et Yates.
Kevin Yates  (né le 17 février 1963) est un homme politique provincial canadien de la Saskatchewan. Il représente la circonscription de Regina Dewdney à titre de député du Parti saskatchewanais à partir d'une élection partielle en mars 1999 jusqu'en 2011.

## Biographie
Né à Carmichael (en) en Saskatchewan, il aménage à Regina en 1983. Avant d'entamer sa carrière politique, Yates travaille à titre de travailleur social et agent de correction durant une quinzaine d'années. Il est également chef négociateur pour la fonction publique saskatchewanaise durant 6 ans.
Élu lors de l'élection partielle déclenchée après la démission du député néo-démocrate Ed Tchorzewski de Regina Dewdney en 1999, il est réélu en 1999 et en 2003. Nommé ministre de la Sécurité publique et des Services correctionnels et Leader du gouvernement à l'Assemblée en 2006, Yates démissionne du cabinet pour raisons personnelles, mais sans être des raisons de santé, en septembre 2006. Cette démission est perçue par les médias et le chef de l'Opposition Brad Wall comme un renvoi pour insubordination face au premier ministre Lorne Calvert.
Yates revient au cabinet à titre de ministre des Ressources communautaires et ministre responsable des Ressources aux personnes handicapées (Minister Responsible for Disability Issues). Réélu en 2007, il est défait en 2011.